# ديفيد بيرنهارت (سياسي)
ديفيد بيرنهارت هو محامي وسياسي أمريكي، ولد في 17 أغسطس 1969 في ريفل في الولايات المتحدة. نشط حزبياً في الحزب الجمهوري. وقد انتخب وزير داخلية الولايات المتحدة (2 يناير 2019 – 20 يناير 2021) وانتخب United States Deputy Secretary of the Interior ‏ (28 أبريل 2017 – 2 يناير 2019).

## وصلات خارجية
- الموقع الرسمي